# 莲宝叶则
莲宝叶则又稱莲宝叶则山系、莲宝叶则·石头山景区、莲宝叶则-石头山景区、莲宝叶则石头山风景区，是中華人民共和國四川省阿坝藏族羌族自治州阿壩縣与青海省果洛藏族自治州久治县交界处的山脈，是巴颜喀拉山南段支脉。总面积约500余平方公里。它是黄河与长江水系的分水岭，最高峰海拔5369米。它的山体為花岗岩体，山上有上百個海子。莲宝叶则境內有龙克沟、珠姆沟、扎尕尔沟、加格崩、罗云措、珠姆措、尕尔措、红石头河等景点。